# Flaminio Pellegrini
Flaminio Pellegrini (Fumane, 1868 – Firenze, 1928) è stato un italianista e lessicografo italiano.

## Biografia
Flaminio Pellegrini nacque a Fumane in Valpolicella nel 1868.
Laureatosi alla Facoltà di Lettere dell'Università di Bologna il giorno 26/06/1890 con una tesi dal titolo "Il Serventese dei Lambertazzi e dei Geremei" e sotto la guida di  Giosuè Carducci che teneva la cattedra di Letteratura Italiana, compì il perfezionamento dei propri studi a Firenze fra il 1890 e il 1891. Qui  entrò in contatto con Michele Barbi, con il quale strinse un rapporto di amicizia e di collaborazione negli studi che durò tutta la vita. 
Dopo il suo perfezionamento, Pellegrini iniziò l'insegnamento nei licei, prima a Campobasso e a Vigevano, poi, dal 1897 a Parma e dal 1898 a Genova. 
Insegnò anche come libero docente Storia della letteratura italiana nell'Università di Genova e nella locale Università popolare, dedicandosi nel frattempo agli studi sui poeti del Due e Trecento italiano e alla prosecuzione del lavoro per l'edizione delle Rime di Guittone d'Arezzo iniziato a Bologna, presso la scuola di Carducci, di cui uscirà solo il primo volume nel 1901.
Dal 1898 al 1908, Pellegrini si fermò a Genova, dove era stato trasferito per l'insegnamento presso il locale liceo Andrea D'Oria, sposando nel 1903 Marta Buzzi; nel 1908, assunse la carica di provveditore riprendendo una lunga peregrinazione che lo portò a lavorare presso gli uffici di Potenza, di Teramo ed infine di Ferrara dal 1912.
Nel 1915, forse anche grazie all'intercessione dell'amico Michele Barbi, Pellegrini entrò a far parte dell'Accademia della Crusca presso l'ufficio di compilatore.
Nel 1916 sostituì Guido Mazzoni nel ruolo di segretario dell'Accademia stessa e partecipò, negli anni seguenti, alla compilazione dell'undicesimo volume della Quinta edizione del Vocabolario della Crusca, pubblicata nel 1923.
Grazie a Michele Barbi e a Isidoro Del Lungo, che deteneva le due cariche di presidente dell'Accademia della Crusca e della Società dantesca, Pellegrini fu incaricato di collaborare con Ernesto Giacomo Parodi all'edizione critica del Convivio, per l'edizione curata dalla Società Dantesca Italiana, realizzata nel 1921 per il VI centenario dantesco; in quegli anni svolse una indefessa attività di spoglio e recensione della produzione dantesca, divenendo uno dei maggiori conoscitori delle opere stesse.
Nel 1923, a seguito dell'interruzione dell'attività lessicografica dell'Accademia della Crusca, Pellegrini tornò a insegnare nei licei restando a Firenze nel Liceo Galileo Galilei fino al 1926, quando dovette rinunziare all'insegnamento per motivi di salute.

## Opere
Flaminio Pellegrini ha lasciato numerosi contributi relativi soprattutto alla letteratura italiana delle origini. Il suo carteggio, oltre ai ricordati Barbi e Carducci, annovera fra i corrispondenti pure Benedetto Croce, Pio Rajna, i fratelli Carlo Cipolla e Francesco Cipolla, Giuseppe Biadego ed altri ancora.
Le maggiori opere che lo vedono curatore, commentatore o co-curatore sono:
- 1891, curatore dell'edizione critica di testi del Duecento e del Trecento Rime inedite dei secoli XIII-XIV tratte dai libri dell'Archivio notarile di Bologna
- 1892, curatore di un approfondimento su Il Serventese dei Lambertazzi e dei Geremei
- 1897, curatore de I Trionfi secondo il codice Parmense 1636 collazionato su autografi perduti
- 1901, curatore del 1º volume dell'edizione delle Rime di Guittone d'Arezzo
- 1906, co-curatore de Lectura Dantis Genovese, Le Monnier, 1906
- 1923, co-compilatore dell'11º volume della Quinta edizione del Vocabolario della Crusca.